# Amanita princeps
Amanita princeps es una especie de hongo agarico del género Amanita. Se encuentra en China tropical, el Sudeste Asiático y la península malaya hasta Singapur. Es comestible, y se recolecta en estado silvestre para su venta en mercados locales. Han ocurrido muchos casos de intoxicación por setas entre inmigrantes laosianos y hmong en América del Norte, ya que esta especie se confunde fácilmente con Amanita phalloides, la conocida como «sombrero de la muerte», tanto por su aspecto como por su olor.